# Lars Pettersson (byggmästare)
Lars Pettersson (ibland stavat Petterson), född 25 januari 1855 i Västra Vingåkers socken, död 16 april 1917 i Stockholm, var en svensk byggmästare, verksam i Stockholm och omgivning.

## Biografi
Pettersson var under flera perioder mellan 1877 och 1888 student vid Tekniska skolan i Stockholm. I februari 1891 godkändes han av Stockholms byggnadsnämnd som byggmästare att få uppföra byggnader. I Stockholm uppförde han flera kända byggnader, bland dem Schumachers bageri vid Norrlandsgatan 17 (1886, riven), Adelswärdska huset vid Drottninggatan 2 (1889–1890), Stora Bryggeriet vid Hornsberg (1891–1892) och von Rosenska palatset vid Strandvägen 55 (1895–1896).
Utanför Stockholm stod han för nybyggnaden av Lejondals slott (1890–1891), ombyggnaden av Hedenlunda slott (1892–1893) och restaurangen i Tyresö slott (1894–1895). Han uppförde även sex villor i Saltsjöbaden och en villa på Lidingö (1894–1896).
Lars Pettersson fann sin sista vila på Norra begravningsplatsen där han gravsattes den 21 april 1917.

### Bilder utförda arbeten (urval)

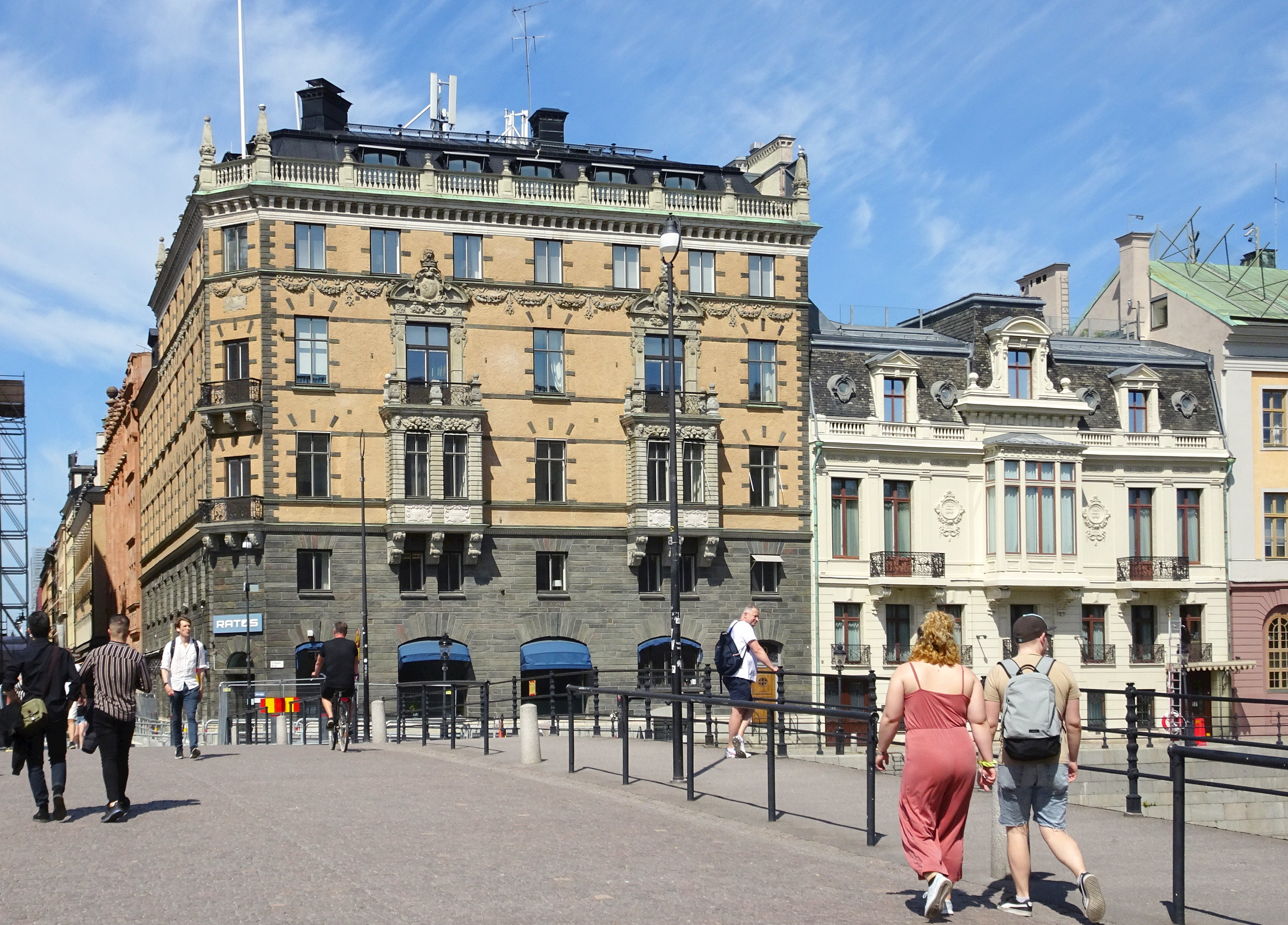
Adelswärdska huset (till vänster).
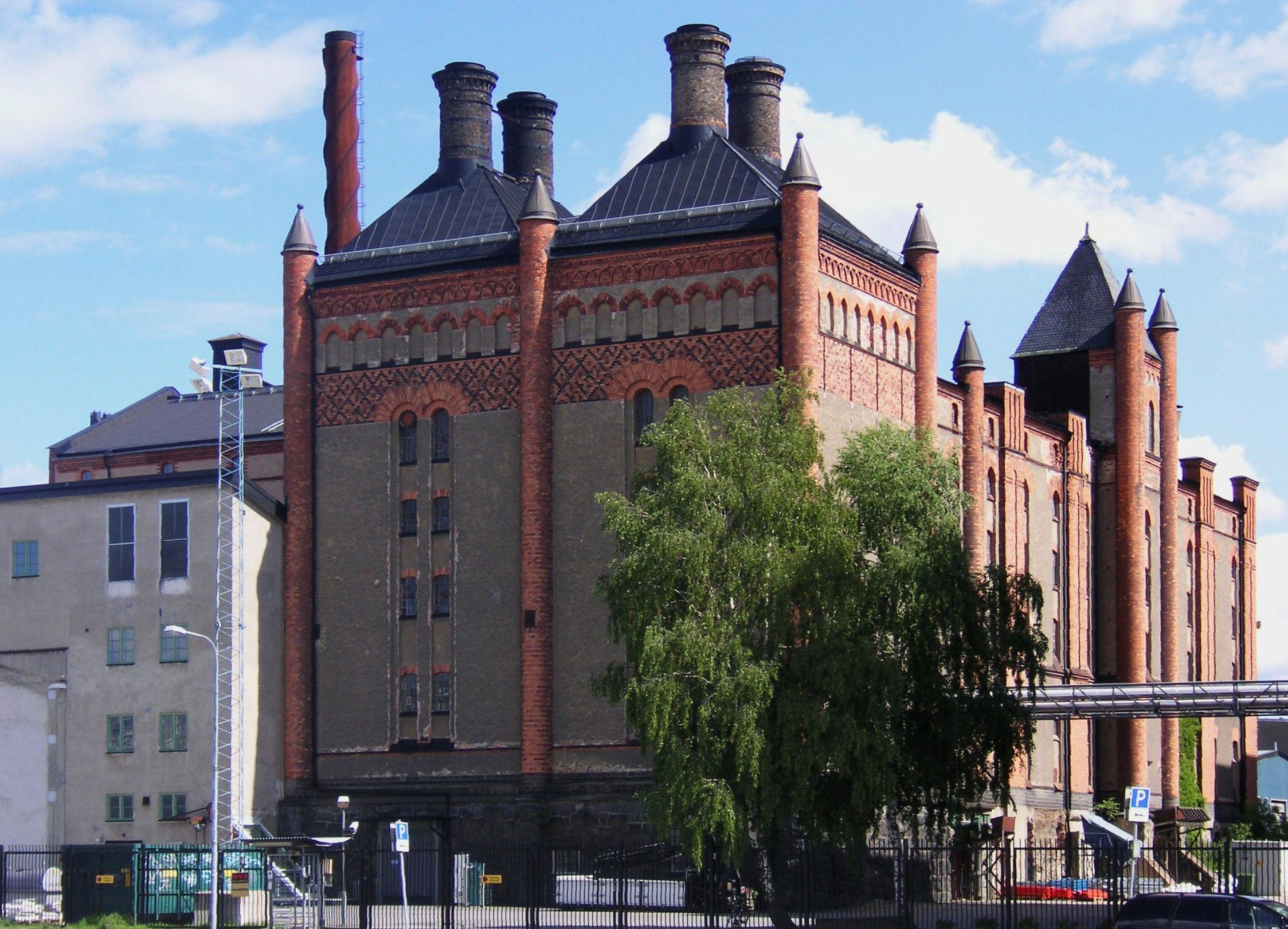
Stora Bryggeriet.
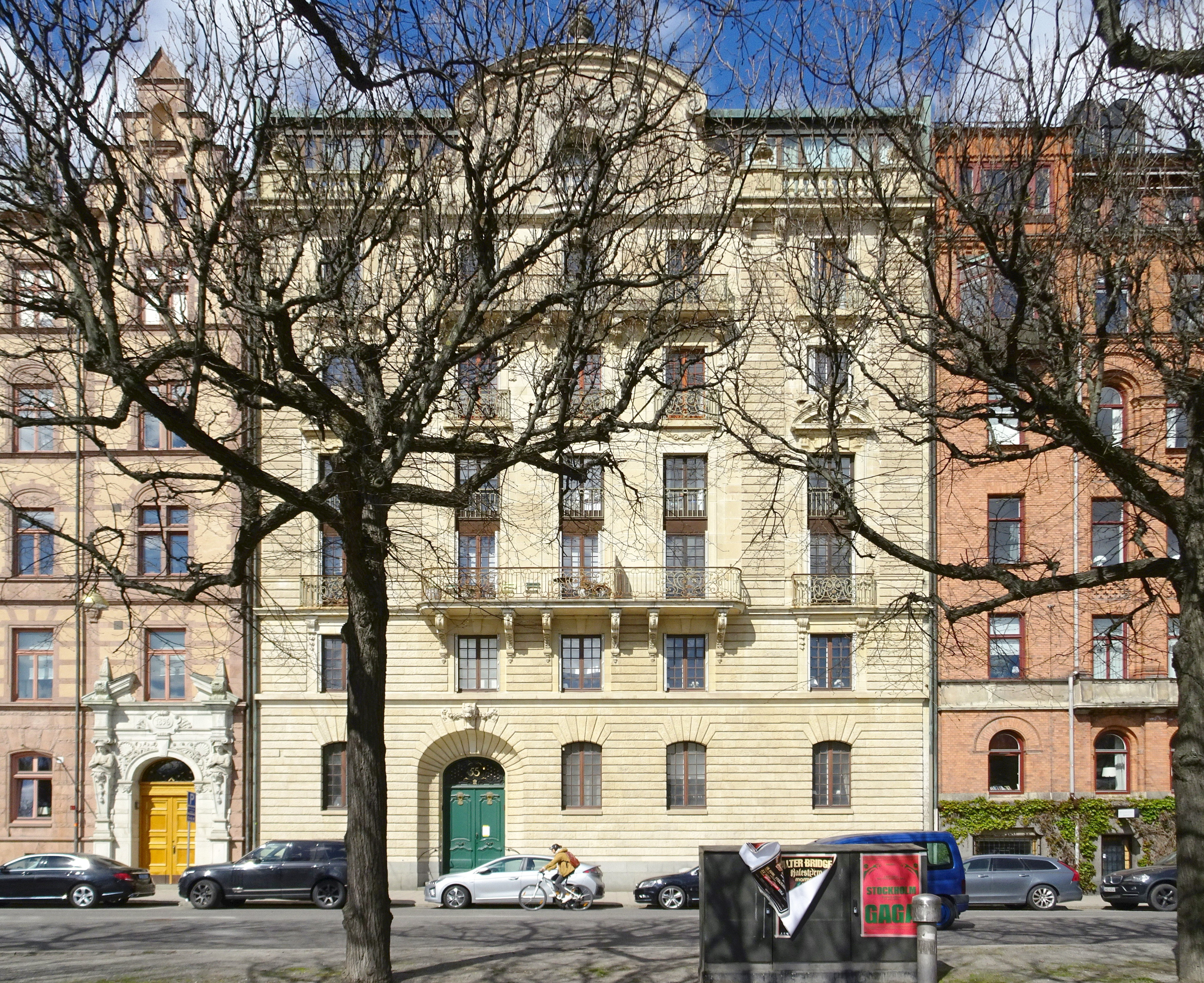
Von Rosenska palatset.
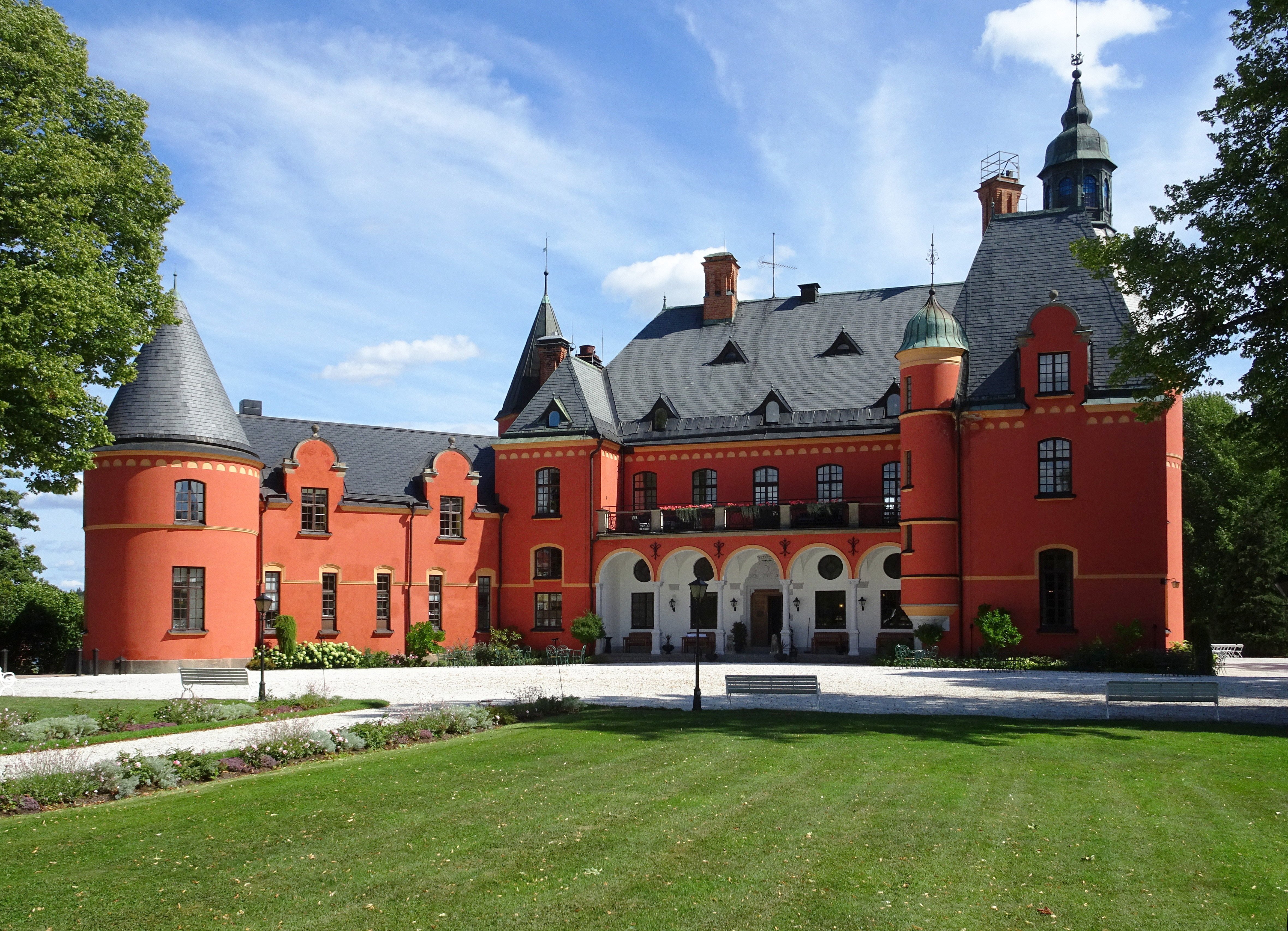
Lejondals slott.